# (12818) Tomhanks
(12818) Tomhanks es un asteroide perteneciente al cinturón de asteroides, descubierto el 13 de abril de 1996 por el equipo del Spacewatch desde el Observatorio Nacional de Kitt Peak, Arizona, Estados Unidos.

## Designación y nombre
Designado provisionalmente como 1996 GU8. Fue nombrado Tomhanks en honor al actor estadounidense Tom Hanks que ha protagonizado películas como Splash, Algo para recordar, Apolo 13 y Salvar al soldado Ryan, ganador de premios Oscar por sus papeles en Philadelphia y Forrest Gump. Fue productor ejecutivo de la miniserie de la Tierra a la Luna, que dramatizó las expediciones Apolo a la Luna.

## Características orbitales
Tomhanks está situado a una distancia media del Sol de 2,739 ua, pudiendo alejarse hasta 2,904 ua y acercarse hasta 2,573 ua. Su excentricidad es 0,060 y la inclinación orbital 3,853 grados. Emplea 1655 días en completar una órbita alrededor del Sol.

## Características físicas
La magnitud absoluta de Tomhanks es 13,6. Tiene 5,447 km de diámetro y su albedo se estima en 0,216.